# L'Échange des princesses
Pour le film inspiré du roman, voir L'Échange des princesses (film).
L’Échange des princesses est un roman français de Chantal Thomas, publié en 2013.
Une adaptation cinématographique portant le même titre, réalisée par Marc Dugain, est sortie en salle en 2017.

## Résumé
Se déroulant de 1721 à 1725, l'œuvre raconte les circonstances entourant le double mariage dynastique de l'enfant-roi Louis XV (11 ans) et de l'infante Marie-Anne-Victoire d'Espagne (4 ans), ainsi que de Louise-Élisabeth d'Orléans (12 ans), fille du Régent Philippe d'Orléans, avec le prince héritier espagnol Louis (14 ans), demi-frère de Marie-Anne-Victoire.

## Écriture du roman
Chantal Thomas cite dans son roman de nombreux documents historiques authentiques, notamment des extraits de la correspondance d'Élisabeth Farnèse, Louis Ier d'Espagne, Louise-Élisabeth d'Orléans, Marie-Anne-Victoire d'Espagne, Philippe V d'Espagne et de la duchesse de Ventadour.

## Postérité
Le roman a été traduit en anglais par John Cullen et publié sous le titre The Exchange of Princesses (2014).
Une adaptation cinématographique homonyme, réalisée par Marc Dugain, est sortie en salle en France le 27 décembre 2017.

## Récompenses
- Grand prix de littérature de la SGDL, 2014[4]